# 瓠瓜四
瓠瓜四（β Del/海豚座β），英文名Rotanev，是一个位于海豚座的双星。它是海豚座的最亮星。

## 特性
在1873年美国天文学家S. W. Burnham发现瓠瓜四是一个联星系统。这个系统包含了一对F型恒星以周期26.66年，偏心率0.36互相绕行。轨道平面与地球视线倾斜61度。两星的角距离为0.44弧秒，要用望远镜分离有些难度。比较大的成员是一个巨星，有1.8倍太阳质量，18倍太阳光度，伴星是个次巨星，有1.6倍太阳质量，大约9倍太阳光度。这个系统的年龄大约18亿年。